# 湛江市人民政府
湛江市人民政府，简称湛江市政府、湛府，是中华人民共和国广东省湛江市的地方国家行政机关。

## 职权
根据《中华人民共和国地方各级人民代表大会和地方各级人民政府组织法》第七十三条，县级以上的地方各级人民政府行使下列职权：
1. 执行本级人民代表大会及其常务委员会的决议，以及上级国家行政机关的决定和命令，规定行政措施，发布决定和命令；
2. 领导所属各工作部门和下级人民政府的工作；
3. 改变或者撤销所属各工作部门的不适当的命令、指示和下级人民政府的不适当的决定、命令；
4. 依照法律的规定任免、培训、考核和奖惩国家行政机关工作人员；
5. 编制和执行国民经济和社会发展规划纲要、计划和预算，管理本行政区域内的经济、教育、科学、文化、卫生、体育、城乡建设等事业和生态环境保护、自然资源、财政、民政、社会保障、公安、民族事务、司法行政、人口与计划生育等行政工作；
6. 保护社会主义的全民所有的财产和劳动群众集体所有的财产，保护公民私人所有的合法财产，维护社会秩序，保障公民的人身权利、民主权利和其他权利；
7. 履行国有资产管理职责；
8. 保护各种经济组织的合法权益；
9. 铸牢中华民族共同体意识，促进各民族广泛交往交流交融，保障少数民族的合法权利和利益，保障少数民族保持或者改革自己的风俗习惯的自由，帮助本行政区域内的民族自治地方依照宪法和法律实行区域自治，帮助各少数民族发展政治、经济和文化的建设事业；
10. 保障宪法和法律赋予妇女的男女平等、同工同酬和婚姻自由等各项权利；
11. 办理上级国家行政机关交办的其他事项。

## 机构设置
湛江市人民政府设置下列机构：
- 湛江市人民政府办公室
- 湛江市发展和改革局
- 湛江市人民政府行政服务中心
- 湛江市教育局
- 湛江市科学技术局
- 湛江市工业和信息化局
- 湛江市公安局
- 湛江市民政局
- 湛江市司法局
- 湛江市财政局
- 湛江市人力资源和社会保障局
- 湛江市自然资源局
- 湛江市生态环境局
- 湛江市建设网
- 湛江市交通运输局
- 湛江市水务局
- 湛江市农业农村局
- 湛江市商务局
- 湛江市文化广电旅游体育局
- 湛江市卫生健康局
- 湛江市退役军人事务局
- 湛江市应急管理局
- 湛江市审计局
- 湛江市人民政府国有资产监督管理委员会
- 湛江市市场监督管理局
- 湛江市统计局
- 湛江市医疗保障局
- 湛江市金融工作局
- 湛江市城市管理和综合执法局
- 湛江市信访局
- 湛江市政务服务数据管理局
- 湛江市粮食和物资储备局
- 湛江市投资促进局
- 湛江市人民政府研究室
- 湛江市城市更新局
- 湛江市供销合作社联合社
- 湛江市湖光岩风景区管理局
- 湛江市人民政府地方志办公室
- 湛江市住房公积金管理中心
- 湛江市外事局
- 湛江市公路事务管理中心
- 湛江市雷州青年运河管理局

## 现任领导
| 姓名   | 职务                  | 政党       | 出生年月           | 籍贯     | 性别 | 民族 | 其他职务 |
| ------ | --------------------- | ---------- | ------------------ | -------- | ---- | ---- | --- |
| 曾进泽 | 市长 党组书记         | 中国共产党 | 1969年5月（56岁）  | 湖南双峰 | 男   | 汉族 | 中国共产党广东省委员会委员 中国共产党湛江市委员会副书记                                                             |
| 黄明忠 | 常务副市长 党组副书记 | 中国共产党 | 1968年8月（57岁）  | 广东梅州 | 男   | 汉族 | 中国共产党湛江市委员会常委                                                                                          |
| 张仁建 | 副市长 党组成员       | 中国共产党 | 1978年10月（46岁） | 天津     | 男   | 回族 | 中国共产党湛江市委员会常委                                                                                          |
| 黄益斌 | 副市长 党组成员       | 中国共产党 | 1973年1月（52岁）  | 广东普宁 | 男   | 汉族 | 中国共产党湛江市委员会政法委员会第一副书记 中国共产党湛江市公安局委员会党委书记 湛江市公安局局长 湛江市公安局督察长 |
| 李汉东 | 副市长 党组成员       | 中国共产党 | 1968年8月（57岁）  | 广东茂名 | 男   | 汉族 | 中国共产党湛江经济技术开发区委员会副书记 湛江经济技术开发区管理委员会主任                                           |
| 何嘉旻 | 副市长                | 无党派     | 1970年2月（55岁）  |          | 女   | 汉族 | |
| 陈峻华 | 副市长 党组成员       | 中国共产党 | 1971年7月（54岁）  | 广东佛山 | 男   | 汉族 | |
| 吴国雄 | 副市长 党组成员       | 中国共产党 | 1972年5月（53岁）  | 广东遂溪 | 男   | 汉族 | 中国共产党湛江市委员会秘书长                                                                                        |
| 黄廉东 | 秘书长 党组成员       | 中国共产党 | 1980年12月（44岁） | 广东廉江 | 男   | 汉族 | 中国共产党湛江市人民政府机关党组书记 湛江市人民政府办公室主任                                                       |

## 历任领导
- 滕义发（1983年7月－1987年11月）
- 郑志辉（1987年11月－1993年5月）
- 庄礼祥（1993年9月－1998年1月）
- 周镇宏（1998年2月－2002年4月）
- 徐少华（2002年4月－2005年8月）
- 陈耀光（2005年8月－2008年6月）
- 阮日生（2008年7月－2011年8月）
- 王中丙（2011年8月－2017年4月）
- 姜建军（2017年4月－2020年9月）
- 曾进泽（2020年9月－）

## 办公地点
湛江市人民政府办公地点位于湛江市赤坎区跃进路67号。